# Geotrupes kuluensis
Geotrupes kuluensis is een keversoort uit de familie mesttorren (Geotrupidae). De wetenschappelijke naam van de soort werd in 1891 gepubliceerd door Henry Walter Bates.